# Nizkor Project
Das Nizkor Project (hebräisch נִזְכּוֹר, „Wir werden uns erinnern“) ist die größte private Website, die der Holocaustleugnung im Internet entgegentritt. Gründer und Betreiber ist der US-Amerikaner und Kanadier Kenneth McVay. Das Projekt begann 1991 und wird durch Spenden und persönliche Mittel finanziert.

## Inhalte
Das Projekt besteht aus mehreren miteinander verbundenen Komponenten:
- dem Shofar FTP Archive, einer Sammlung von zehntausenden Files mit Originaldokumenten, Berichten und Artikeln zur Veranschaulichung des Holocaust. Darin sind Biografien von führenden Nationalsozialisten, genaue Beschreibungen der NS-Arbeits- und Vernichtungslager, ihrer Lokalisierungen und von NS-Organisationen enthalten.
- Das U.S. Office of Strategic Services hat Originaldokumente von und über Adolf Hitler zur Verfügung gestellt.
- Nach und nach wurden auch alle veröffentlichten Prozessakten zum Nürnberger Prozess zugänglich gemacht.
- Das Archiv enthält die als relevant ausgewählten Postings der Newsgroup alt.revisionism.
- Über die Seite DejaNews kommen weitere aktuelle Postings im Usenet hinzu.
- Das Projekt erstellt ferner spezielle Handreichungen für Lehrer und Pädagogen.
- Zunehmend werden auch Audiodokumente einbezogen, etwa die Posener Reden Heinrich Himmlers vor SS-Offizieren am 4. und 6. Oktober 1943.
- Mit FAQs informiert Nizkor über Einzelthemen wie das Lager Auschwitz-Birkenau und die Aktion Reinhardt sowie über das Institute for Historical Review (IHR), den Leuchter-Report, die „Zündel-Seiten“ u. a., um die Existenz, Funktion und Dimension von Gaskammern in diesen Lagern zu belegen und deren Leugnung im Detail Punkt für Punkt zu entkräften.

Dazu hat das Projekt als Antwort auf die vom IHR herausgegebenen „66 Fragen und Antworten über den Holocaust“ eine Seite mit exakt darauf bezogenen „66 Fragen und Antworten über den Holocaust“ erstellt. Eine Zusammenfassung der Argumente von Holocaustleugnern bietet die Seite Deceit & Misrepresentation: The Techniques of Holocaust Denial („Irreführung und Falschdarstellung: Die Methoden der Holocaustleugnung“).
Dieses gesamte Material kann mit einer internen Suchmaschine schnell gesichtet werden.
Anders als andere Internetprojekte mit ähnlicher Zielsetzung gibt Nizkor direkte Links zu Webseiten mit – auch strafbaren – rassistischen, geschichtsrevisionistischen und rechtsextremen Inhalten an. Man will dem Publikum ein eigenes Urteil über diese Quellen ermöglichen.

## Methodik
McVay richtete die Seite als zentrales Netzarchiv für eine große Zahl von Dokumenten ein, die die Benutzer der Newsgroup alt.revisionism seit etwa 1992 öffentlich zugänglich machten: darunter Dokumente über Fakten des Holocaust, die die Mitglieder der Newsgroup von Internetbenutzern zugesandt erhalten, ausgewählt und geprüft haben. Hatte McVay anfangs einen Großteil der Informationsseiten zum Holocaust selbst verfasst und nur von wenigen Freiwilligen prüfen lassen, so werden heute alle Archivseiten von einem größeren Freiwilligenteam gesammelt, verfasst und geprüft. Sie werden durchweg in HTML-Format konvertiert, so dass alle Einzelangaben und Hintergrundinformationen mit direkten Hyperlinks erreichbar gemacht werden können.
Zudem dokumentiert das Projekt Mitteilungen (e-mails, Postings, herkömmlichen Briefverkehr) von sogenannten „Hassgruppen“ (hate groups), Rechtsextremisten, Holocaustleugnern und Geschichtsrevisionisten an die Mitglieder der Newsgroup oder die Projektmitarbeiter. Dabei werden typische, oft wiederkehrende Klischees und Argumentationsmuster mit den Tatsachen konfrontiert. Unter Umständen wird auch über die Autoren selbst informiert. Ziel ist die Aufklärung über ihre Aktivitäten im Netz und die direkte Widerlegung von Falschbehauptungen, Fälschungen und Fehldeutungen durch präzises Faktenmaterial.
Auf diese Weise hat das Archiv die Veröffentlichungen von einigen der bekanntesten Holocaustleugner über Jahre hinweg gesammelt, ihre Widersprüche aufgedeckt und ihre Absichten kritisch dargestellt: darunter von David Irving, Ernst Zündel, Fred A. Leuchter, Germar Rudolf, Willis Carto und vielen anderen. Auch einige von deren regelmäßigen Anhängern und Unterstützern im Netz sind bekannt gemacht worden.

## Reaktionen der Betroffenen
Einige der von Nizkor dargestellten Holocaustleugnungen wurden von deren Autoren bestritten: So behauptete Matt Giwer, die Berichte über seine angeblichen Aussagen seien von Nizkormitarbeitern gefälscht worden. Andere Netzdienste mit Newsgroup-Archiven, darunter die Suchmaschine Google, haben seine Postings jedoch authentifiziert.
Neonazis und Geschichtsrevisionisten greifen die Projektmitarbeiter oft persönlich an und behaupten, die Website werde von Israel oder jüdischen Organisationen für den Zionismus finanziert. Aufrufe von Gegnern im Netz zu Aktionen gegen das Projekt sind ebenfalls dokumentiert: darunter eine Antwortmaschine des Rassisten Tom Metzger. McVay weist solche Angriffe jedoch zurück und soll bisher jeden gegen ihn angestrengten Verleumdungsprozess gewonnen haben. Er erhält nach Angaben der Zeitung Ottawa Citizen von 1996 tägliche Morddrohungen, so dass er seine Adresse nicht herausgibt.

## Mediale und fachliche Rezeption
Das Nizkor Project wird von vielen Schülern, Studenten und Wissenschaftlern als zuverlässige Informationsquelle über die Szene der Holocaustleugner und Geschichtsrevisionisten genutzt und vielfach gelobt. Berichte von Printmedien in den USA stützen sich auf das angebotene Material und zitieren es: etwa die Zeitungen Christian Science Monitor, The Guardian, USA Today, Washington Post und andere. Auch das American Journal of International Law, eine angesehene Fachzeitschrift für internationales Recht, bezieht sich positiv auf das Projekt und zieht sein Material heran.
Dem stehen einige kritische Stimmen gegenüber, die die Methodik des Projekts nicht für geeignet halten, Holocaustleugnung im Internet zu bekämpfen: So warf das Simon Wiesenthal Center den Betreibern vor, es vergrößere eher die Bekanntheit von Hassgruppen und unbedeutenden Netzautoren, statt ihnen Glaubwürdigkeit und Zustimmung durch Nichtbeachtung zu entziehen.
Hinzu kam seit 1995 eine Debatte um gesetzliche Maßnahmen gegen Verleumdungen und Lügenpropaganda im Netz: McVay hat sich stets mit Verweis auf die Meinungsfreiheit gegen die in den USA und Kanada diskutierten „Hate Speech“-Gesetze ausgesprochen. Er begründete 1996 im kanadischen Parlament, weshalb er glaube, dass das Widerlegen von Falschbehauptungen besser sei als deren Zensur. In einem Interview mit dem Spiegel griff er auch die deutsche Strafverfolgung der Holocaustleugnung als kontraproduktiv an. Befürworter und Gegner von Strafverfolgungsmaßnahmen gegen Holocaustleugnung haben sich jedoch inzwischen in der Zielperspektive einander angenähert.